# ISO 3166-2:LV
ISO 3166-2:LV est l'entrée pour la Lettonie dans l'ISO 3166-2, qui fait partie du standard ISO 3166, publié par l'Organisation internationale de normalisation (ISO), et qui définit des codes pour les noms des principales administration territoriales (e.g. provinces ou États fédérés) pour tous les pays ayant un code ISO 3166-1.

## Commune (36) et ville républicaine (7)
Les noms des subdivisions sont listés selon l'usage de la norme ISO 3166-2, publiée par l'agence de maintenance de l'ISO 3166.
Le tri respecte l'ordre lexicographique letton : a, ā, b-c, č, d-e, ē, f-g, ģ, h-i, ī, j-k, ķ, l, ļ, m-n, ņ, o-s, š, t-u, ū, v-z, ž. À la suite de la réforme de 2011, les codets pour les trois nouvelles municipalités sont prennent la suite de LV-110 (Zilupes)
| Codet  | Subdivision            | Variante local | Catégorie      |
| ------ | ---------------------- | -------------- | -------------- |
| LV-002 | Aizkraukles novads     | Aizkraukle     | Commune        |
| LV-007 | Alūksnes novads        | Alūksne        | Commune        |
| LV-011 | Ādažu novads           | Ādaži          | Commune        |
| LV-015 | Balvu novads           | Balvi          | Commune        |
| LV-016 | Bauskas novads         | Bauska         | Commune        |
| LV-022 | Cēsu novads            | Cēsis          | Commune        |
| LV-026 | Dobeles novads         | Dobele         | Commune        |
| LV-033 | Gulbenes novads        | Gulbene        | Commune        |
| LV-041 | Jelgavas novads        | Jelgava        | Commune        |
| LV-042 | Jēkabpils novads       | Jēkabpils      | Commune        |
| LV-047 | Krāslavas novads       | Krāslava       | Commune        |
| LV-050 | Kuldīgas novads        | Kuldīga        | Commune        |
| LV-052 | Ķekavas novads         | Ķekava         | Commune        |
| LV-054 | Limbažu novads         | Limbaži        | Commune        |
| LV-056 | Līvānu novads          | Līvāni         | Commune        |
| LV-058 | Ludzas novads          | Ludza          | Commune        |
| LV-059 | Madonas novads         | Madona         | Commune        |
| LV-062 | Mārupes novads         | Mārupe         | Commune        |
| LV-067 | Ogres novads           | Ogre           | Commune        |
| LV-068 | Olaines novads         | Olaine         | Commune        |
| LV-073 | Preiļu novads          | Preiļi         | Commune        |
| LV-077 | Rēzeknes novads        | Rēzekne        | Commune        |
| LV-080 | Ropažu novads          | Ropaži         | Commune        |
| LV-087 | Salaspils novads       | Salaspils      | Commune        |
| LV-088 | Saldus novads          | Saldus         | Commune        |
| LV-089 | Saulkrastu novads      | Saulkrasti     | Commune        |
| LV-091 | Siguldas novads        | Sigulda        | Commune        |
| LV-094 | Smiltenes novads       | Smiltene       | Commune        |
| LV-097 | Talsu novads           | Talsi          | Commune        |
| LV-099 | Tukuma novads          | Tukums         | Commune        |
| LV-101 | Valkas novads          | Valka          | Commune        |
| LV-102 | Varakļānu novads       | Varakļāni      | Commune        |
| LV-106 | Ventspils novads       | Ventspils      | Commune        |
| LV-111 | Augšdaugavas novads    | Augšdaugava    | Commune        |
| LV-112 | Dienvidkurzemes novads | Dienvidkurzeme | Commune        |
| LV-113 | Valmieras novads       | Valmiera       | Commune        |
| LV-DGV | Daugavpils             |                | Ville capitale |
| LV-JEL | Jelgava                |                | Ville capitale |
| LV-JUR | Jūrmala                |                | Ville capitale |
| LV-LPX | Liepāja                |                | Ville capitale |
| LV-REZ | Rēzekne                |                | Ville capitale |
| LV-RIX | Rīga                   |                | Ville capitale |
| LV-VEN | Ventspils              |                | Ville capitale |

## Anciens districts
```
LV-AI
 
Aizkraukle

LV-AL
 
Alūksne

LV-BL
 
Balvi

LV-BU
 
Bauska

LV-CE
 
Cesis

LV-DA
 
Daugavpils

LV-DO
 
Dobele

LV-GU
 
Gulbene

LV-JL
 
Jēkabpils

LV-JK
 
Jelgava

LV-KR
 
Krāslava

LV-KU
 
Kuldīga

LV-LE
 
Liepāja

LV-LM
 
Limbaži

LV-LU
 
Ludza

LV-MA
 
Madona

LV-OG
 
Ogre

LV-PR
 
Preiļi

LV-RE
 
Rēzekne

LV-RI
 
Rigas

LV-SA
 
Saldus

LV-TA
 
Talsi

LV-TU
 
Tukums

LV-VK
 
Valka

LV-VM
 
Valmiera

LV-VE
 
Ventspils
```

## Historiques
Historique des changements
- 13 décembre 2011 : Réorganisation administrative et mise à jour de la liste source.
  - Ajout des villes républicaines de LV-JKB Jēkabpils et LV-VMR Valmiera
  - Remplacement des 26 districts par 110 communes
- 25 novembre 2021 : Réorganisation administrative et mise à jour de la liste source.
  - Suppression des villes républicaines de LV-JKB Jēkabpils et LV-VMR Valmiera
  - Modification du nom de catégorie ville républicaine par ville capitale
  - Suppression des anciennes communes ; Ajout des communes LV-111, LV-112, LV-113